# Journal of Molecular Catalysis A
Journal of Molecular Catalysis A: Chemical (скорочено J. Mol. Catal. Chem.) — міжнародний рецензований науковий журнал у галузі фізичної хімії. Видається Elsevier.
Журнал почав виходити 1975 року під назвою Journal of Molecular Catalysis.  Від 1995 року журнал був розділений на Journal of Molecular Catalysis A: Chemical та Journal of Molecular Catalysis B: Enzymatic.
З 2018 року журнал під назвою Molecular Catalysis.
За даними Journal Citation Reports, імпакт-фактор цього журналу становив 5,089 у 2021 році.
Журнал публікує статті, які досліджують різні аспекти каталітичної активації і механізмів реакції, в тому числі:
- Гетерогенний каталіз, включаючи іммобілізовані молекулярні каталізатори
- Гомогенний каталіз, включаючи органокаталіз, металоорганічний каталіз і біокаталіз
- Фото- та електрохімія
- Теоретичні аспекти каталізу проаналізовані обчислювальними методами[3]